# Parques pleistocénicos
El proyecto Parques Pleistocenos es un experimento liderado por los rusos Serguéi Zimov y Nikita Zimov, expertos en Geodesia. Su objetivo principal es determinar con mayor precisión el papel que jugaron los animales del Pleistoceno en el mantenimiento de su propio ecosistema. El proyecto consiste en liberar grandes herbívoros (como alces, búfalos o bisontes) para mejorar su efecto sobre el ecosistema actual y retornar a un ecosistema preponderante en pastos, denominado «La Estepa Mamut», con el objetivo de recuperar lo que se perdió con los asentamientos humanos.  
Se considera que la recuperación de la estepa del Pleistoceno puede evitar la descongelación del permafrost, que a su vez libera una gran cantidad de gases de efecto invernadero. Este cambio de tundra a estepa podría generar una relación elevada entre la emisión y la absorción de energía del área y, por lo tanto, generar un menor deshielo.

## Evidencias
Durante la última Edad de Hielo, el paisaje de la tundra estaba dominado por llanuras y valles en donde habitaban mamuts, rinocerontes lanudos, bisontes, caballos, renos, yaks, alces, leones y lobos. La particularidad de que el suelo de Siberia actualmente se congela y se contrae permite hacer una narrativa probable del ascenso y la caída del ecosistema del Pleistoceno sucedido en la región.
En el Holoceno, el sistema que ha sido llamado «La Estepa de Mamut» desapareció por completo y fue sustituido por una tundra forestal y de musgo. Los herbívoros sobrevivientes fueron los renos y alces, mientras que los mamuts y otros grandes animales desaparecieron. Los científicos vinculados al proyecto consideran que la causa principal de esa extinción no fueron los cambios climáticos, sino los cambios en la dinámica ecológica provocados por la caza hecha por el humano. Para comprobar lo anterior, un equipo de investigación ha trabajado en reconstruir el ecosistema del mamut en Yakutia, Siberia.
Existe evidencia de que la extinción de la mega fauna tiene relación directa con los efectos de la cacería humana, la cual podría haber jugado un papel tan importante como el clima, ya que provocó el cambio del mosaico de vegetación que sustentaba el ecosistema. En esa época abundaba la estepa dominada por pastos, para luego cambiar a un mosaico dominado por musgo de Tundra. Este hecho repercutió directamente en la productividad del ecosistema, ya que los pastos son productores primarios más eficientes que los musgos. Algunos modelos sugieren que el ambiente en Beringia era más frío comparado con el actual, que tiene patrones de viento y precipitación muy similares, pero, y lo que tiene más relevancia, con suelos más húmedos; estas observaciones sugieren que la vegetación y el suelo en Beringia no es una consecuencia directa del clima.
Resultados de un modelo de simulación predicen que cualquiera de los dos tipos de vegetación (estepa dominada por pastos o tundra dominada por musgo) podrían existir en Beringia, tanto en la actualidad como en el Pleistoceno. Este mismo modelo sugiere también que la tundra se ve favorecida cuando el pastoreo se reduce, indicando que la cantidad de mamíferos herbívoros que habitan la zona tiene un efecto significativo sobre la vegetación y la humedad del suelo, por lo que su disminución podría haber contribuido al cambio de la estepa a la tundra en el límite Pleistoceno-Holoceno.

## Funciones
Recrear el ecosistema del Pleistoceno podría ser una contribución contra el cambio climático, ya que al ser más frío que otros ambientes, mantienen el permafrost (capa del suelo que permanece congelada) congelado, lo cual previene la liberación de gases de efecto invernadero. Este proceso se realiza a través de la introducción de especies herbívoras, pues estas podrían regresar a las frondosas praderas.
Zimov y sus colaboradores sugieren un mecanismo de restauración por el cual el ecosistema de la estepa podría restaurarse por partes de su rango anterior, reintroduciendo los mamíferos herbívoros involucrados en el impacto a la vegetación, los mismos que fueron cazados por el hombre.

## Propuesta del procedimiento
Actualmente se pretende restaurar la antigua biodiversidad de la República, ya que en el norte de Yakutia se distribuyen animales que comparten ecosistema con el mamut, como el reno, el alce, la liebre, la marmota y la ardilla de tierra, entre otros.
Se ha creado un programa para convertirlo en un Parque Pleistoceno, donde el primer paso es reunir a la megafauna superviviente del ecosistema del mamut, excluyendo a los depredadores. El segundo paso trata en aumentar la densidad de herbívoros para observar una mayor influencia del suelo. Por último, pero no menos importante, se pretende reintroducir al mamífero bisonte de Canadá y la consecuente aclimatación de tigres siberianos cuando la población de herbívoros sea lo bastante grande.

### Animales presentes en el parque[4]
- Calmucos: aparecieron en el parque en el otoño de 2018. Son los parientes más cercanos al Uro (Bos primigenias).
- Alce: especie nativa que se alimenta de arbustos de sauce. Muchos de los individuos se encontraban en la zona del parque cuando este fue cercado.
- Buey Almizclero: llegaron al parque desde la isla de Wrangel. Desde su llegada en 2010 se han desarrollado sin dificultades.
- Bisonte de las llanuras: mamífero adaptado a los pastizales. Los primeros bisontes llegaron al parque en la primavera de 2019, procedentes de Dinamarca. Debido a la buena adaptación que han mostrado desde su acercamiento, se cree que es posible que un mayor número de estos mamíferos sean introducidos al parque.
- Reno: estos mamíferos fueron traídos desde una región 100 km al norte del parque. Una vez introducidos, han mostrado que se alimentan de pasto.
- Ovejas: fueron introducidas en 2017 debido a ser herbívoros, ya que pueden alimentarse de varias malezas.
- Bisonte europeo:[5] en 2011 llegaron desde la reserva Prioksko-Terrasny. Usualmente se alimentan de pastos, hierbas, arbustos, e incluso, en algunas ocasiones, de musgos.
- Yaks:[6] Desde la región del lago Baikal, los Yaks llegaron al parque en la primavera de 2017. Estos mamíferos son capaces de tolerar fríos extremos.
- Caballo de Yakutia: esta es la primera especie que se introdujo al parque debido a que son nativos de la región. Llegaron en 1996. Son los principales herbívoros; se alimentan principalmente de pastos y hierbas.